# Vasco Pratolini
Vasco Pratolini (Florença, 19 de outubro de 1913 – Roma, 12 de janeiro de 1991) foi um escritor italiano. Sua principal inspiração era a vida dos humildes na região da Toscana na primeira metade do século XX. A obra de Pratolini é identificada com o neo-realismo.

## Obras
- Il tappeto verde, 1941
- Via de' magazzini, 1941 (ed. port.: "Tempo de guerra". Lisboa , Arcadia , 1961)
- Le amiche, 1943
- O Bairro - no original Il quartiere, 1943 (ed. port.: Lisboa, Livros do Brasil)
- Cronaca familiare, 1947 (ed. port.: Lisboa, Portugalia, 1962)
- História de pobres amantes  - no original Cronache di poveri amanti, 1947 (ed. port.: Lisboa , Ulisseia, 1954, ed. brasileira, Editora Civilização Brasileira, 1963, Editora Abril, Coleção Super Sucessos, e Nova Cultural, Coleção Best Books )
- Diario sentimentale, 1947 (ed. port.: Lisboa, Arcadia, 1963)
- Un eroe del nostro tempo, 1947 (ed. port.: Lisboa , Arcadia)
- Le ragazze di San Frediano, 1949 (ed. port.: Lisboa, Livros do Brasil, 1956)
- La domenica della povera gente, 1952
- Lungo viaggio di natale, 1954
- Metello, 1955 (ed. port.: Lisboa, Europa-America, 1957)
- Lo scialo, 1960
- Com amor e raiva - no original La costanza della ragione, 1963 (ed. port. : Lisboa, Livros do Brasil, 1970)
- Allegoria e derisione, 1966
- La mia città ha trent'anni, 1967
- Il mannello di Natascia, 1985